# エヂモ・フェレイラ・カンポス
エジーニョ (Edinho) こと、エヂモ・フェレイラ・カンポス（Edimo Ferreira Campos、1983年1月15日 - ）は、ブラジル・ニテロイ出身の元サッカー選手。現役時代のポジションはミッドフィールダー。

## 経歴
SCインテルナシオナルでは中盤の核となり、コパ・リベルタドーレスやFIFAクラブワールドカップ制覇に貢献した。2009年1月、イタリアのUSレッチェへ移籍するもクラブはセリエBへ降格。フェリペ・メロの抜けたACFフィオレンティーナへの移籍もうわさされたが、2010年1月、ブラジルのSEパルメイラスへ移籍してブラジル復帰を果たした。
2016年6月6日、コリチーバFCへ期限付き移籍。

## 獲得タイトル
インテルナシオナル
- カンピオナート・ガウショ (2003, 2004, 2005, 2008)
- コパ・リベルタドーレス (2006)
- FIFAクラブワールドカップ (2006)
- レコパ・スダメリカーナ (2007)
- コパ・スダメリカーナ (2008)
- ドバイカップ (2008)

フルミネンセ
- カンピオナート・カリオカ (2012)
- カンピオナート・ブラジレイロ・セリエA (2012)